# Rebelianci
Rebelianci (ang. Freedom, 2000) – amerykański serial sensacyjny stworzony przez Hansa Tobeasona.
Światowa premiera serialu miała miejsce 27 października 2000 roku na antenie UPN. Na kanale miało zostać wyemitowane 12 odcinków, ale zostało wyemitowanych 7 odcinków. Ostatni odcinek został wyemitowany 22 grudnia 2000 roku. W Polsce serial nadawany był na kanale TVN 7.

## Obsada
- Holt McCallany jako Owen Decker
- Scarlett Chorvat jako Becca Shaw
- Bodhi Elfman jako Londo Pearl
- Darius McCrary jako James Barrett
- Georg Stanford Brown jako Walter Young
- James Morrison jako Tim Devon
- Françoise Yip jako Jin
- Nigel Johnson jako Billy

## Spis odcinków
| N/o            | Tytuł angielski |
| -------------- | --------------- |
|                |                 |
| SERIA PIERWSZA |                 |
|                |                 |
| 01             | Alpha Dogs      |
|                |                 |
| 02             | The Chase       |
|                |                 |
| 03             | Assassins       |
|                |                 |
| 04             | Enemy           |
|                |                 |
| 05             | Freezone        |
|                |                 |
| 06             | Siege           |
|                |                 |
| 07             | Lone Wolf       |
|                |                 |
| 08             | Thieves         |
|                |                 |
| 09             | Livewire        |
|                |                 |
| 10             | Mind Game       |
|                |                 |
| 11             | Return          |
|                |                 |
| 12             | Ransom          |
|                |                 |